# Quentin Fiore
Quentin Fiore (* 12. Februar 1920 in der Bronx, New York City, New York; † 13. April 2019 in North Canaan, Connecticut) war ein US-amerikanischer Grafikdesigner, der hauptsächlich bei Büchern mitarbeitete.

## Leben
Fiore nahm bei Künstlern wie George Grosz und Hans Hofmann Unterricht, bevor er am New Bauhaus in Chicago, Illinois ein Kunststudium begann. In den 1960er Jahren wurde er durch Arbeiten bekannt, in denen z. B. Textpassagen und Abbildungen gemischt oder unterschiedliche Schrifttypen verwendet wurden. Auf diese Weise entstanden Bücher, die den anarchischen Zeitgeist widerspiegelten.
In Zusammenarbeit mit Marshall McLuhan entstand 1967 das Buch The Medium is the Massage. Das Buch DO IT! Scenarios of the Revolution entstand zusammen mit dem „Revolutionär“ Jerry Rubin und erschien 1970 mit einer Einleitung durch den Black-Power-Aktivisten Eldridge Cleaver.
Fiore lebte Anfang 2012 in New Jersey in den USA.

## Veröffentlichungen
- 1964: Illustrationen zu Angelica Balabanova: Impressions of Lenin.
- 1967: mit Marshall McLuhan; zusammengestellt von Jerome Agel: The Medium is the Massage. An Inventory of Effects. Bantam Books, New York. (Reprint: Penguin Books, Harmonsworth 1971, ISBN 0-14-002816-1). 9. Auflage 2001, Gingko Press, ISBN 1-584230703.
  - 2011: deutsch von Martin Baltes und Rainer Höltschl: Das Medium ist die Massage. Ein Inventar medialer Effekte. Tropen Verlag, Stuttgart, ISBN 978-3-608-50311-1.[2]
- 1968: mit Marshall McLuhan, produziert von Jerome Agel: War and Peace in the Global Village. Bantam Books, New York.(Reprint: Gingko Press, New York, ISBN 1-58423-074-6)
  - 2011: deutsch: Krieg und Friede im globalen Dorf. Kadmos Presse, Berlin, ISBN 978-3-86599-137-9.
- 1970: mit Buckminster Fuller und Jerome Agel: I Seem to Be a Verb. Environment and Man's Future. Bantam Books, New York, OCLC 94894.
- 1970: mit Jerry Rubin, Einleitung von Eldridge Cleaver: DO IT! Scenarios of the Revolution. Simon & Schuster, New York, ISBN 0-671-20601-X.
  - 1971: deutsch: Do It! Scenarios für die Revolution. Rowohlt Verlag, Reinbek bei Hamburg, ISBN 3-499-11411-9;
  - 1977: Trikont Verlag, München
- 1970: Jerome Agel (Hrsg.): The Making of Kubrick's 2001. Signet, ISBN 0-451071395.
- 1978: Edition: The Prince/Niccoló Machiavelli, übersetzt von Thomas G. Bergin. Franklin Library, Franklin Center, Pennsylvania, USA.